# Roman Beck (Unihockeyspieler)
Roman Beck  (* 1998) ist ein Schweizer Unihockeyspieler, der beim Nationalliga-A-Verein Unihockey Tigers Langnau unter Vertrag steht.

## Karriere
Beck debütierte 2018 für die Unihockey Tigers Langnau in der Nationalliga A.
2019/20 wurde Beck an die in der 1.-Liga-Mannschaft Hornets Regio Moosseedorf Worblental ausgeliehen um Spielpraxis zu sammeln. Er verfügte jedoch zu diesem Zeitpunkt über eine Doppellizenz, welche ihm weiterhin ermöglichte mit den Unihockey Tigers Langnau in der Nationalliga A zu spielen. Für die Hornets absolvierte er 13 Partien in der 1. Liga.
Zur Saison 2020/21 holten die Unihockey Tigers Langnau Beck zurück um ihn neben Jürg Siegenthaler aufzubauen.